# Colocasia tristis
Colocasia tristis är en fjärilsart som beskrevs av Ermolajev 1937. Colocasia tristis ingår i släktet Colocasia och familjen Pantheidae. Inga underarter finns listade i Catalogue of Life.